# 14. Division (Deutsches Kaiserreich)
Die 14. Division, für die Dauer des mobilen Verhältnisses auch als 14. Infanterie-Division bezeichnet, war ein Großverband der Preußischen Armee

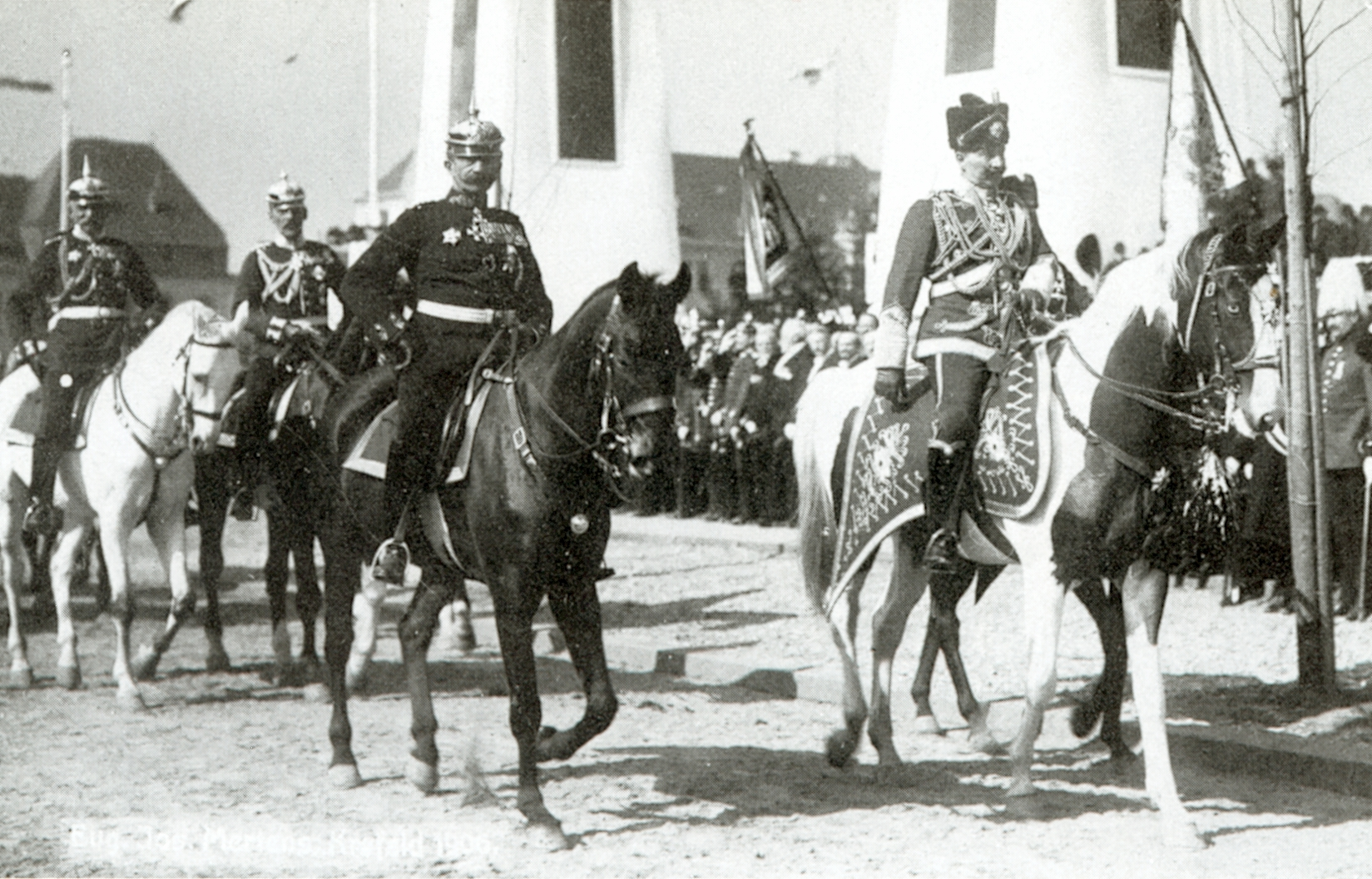
Am 2. April 1906 führte Kaiser Wilhelm II. (rechts), an der Spitze reitend, das 2. Westfälische Husaren-Regiment Nr. 11 in die Stadt Krefeld.

## Gliederung
Die Division war Teil des VII. Armee-Korps.

### Deutsch-Französischer Krieg
- 27. Infanterie-Brigade[1]
  - Niederrheinisches Füsilier-Regiment Nr. 39
  - 1. Hannoversches Infanterie-Regiment Nr. 74
- 28. Infanterie-Brigade
  - 5. Westfälisches Infanterie-Regiment Nr. 53
  - 2. Hannoversches Infanterie-Regiment Nr. 77
- Hannoversches Husaren-Regiment Nr. 15
- 1. Fußabteilung/1. Westfälisches Feldartillerie-Regiment Nr. 7
- 1. Kompanie/Pionier-Bataillon Nr. 7
- 2. Abteilung/1. Westfälisches Feldartillerie-Regiment Nr. 7
- Westfälisches Train-Bataillon Nr. 7 in Münster

### Friedensgliederung 1914
- 27. Infanterie-Brigade in Köln
  - Infanterie-Regiment „Freiherr von Sparr“ (3. Westfälisches) Nr. 16 in Köln
  - 5. Westfälisches Infanterie-Regiment Nr. 53 in Köln
- 28. Infanterie-Brigade in Düsseldorf
  - Niederrheinisches Füsilier-Regiment Nr. 39 in Düsseldorf
  - 8. Lothringisches Infanterie-Regiment Nr. 159 in Mülheim an der Ruhr und Geldern
- 79. Infanterie-Brigade in Wesel
  - Infanterie-Regiment „Vogel von Falckenstein“ (7. Westfälisches) Nr. 56 in Wesel und Kleve
  - Infanterie-Regiment „Herzog Ferdinand von Braunschweig“ (8. Westfälisches) Nr. 57 in Wesel
- 14. Kavallerie-Brigade in Düsseldorf
  - 2. Westfälisches Husaren-Regiment Nr. 11 in Krefeld
  - Westfälisches Ulanen-Regiment Nr. 5 in Düsseldorf
- 14. Feldartillerie-Brigade in Wesel
  - 1. Westfälisches Feldartillerie-Regiment Nr. 7 in Wesel und Düsseldorf
  - Klevesches Feldartillerie-Regiment Nr. 43 in Kleve
- Landwehrinspektion Düsseldorf
- Landwehrinspektion Essen

### Kriegsgliederung bei Mobilmachung 1914
- 27. Infanterie-Brigade
  - Infanterie-Regiment „Freiherr von Sparr“ (3. Westfälisches) Nr. 16
  - 5. Westfälisches Infanterie-Regiment Nr. 53
- 79. Infanterie-Brigade
  - Infanterie-Regiment „Vogel von Falckenstein“ (7. Westfälisches) Nr. 56
  - Infanterie-Regiment „Herzog Ferdinand von Braunschweig“ (8. Westfälisches) Nr. 57
- 3. Eskadron/2. Hannoversches Dragoner-Regiment Nr. 16
- 14. Feldartillerie-Brigade
  - 1. Westfälisches Feldartillerie-Regiment Nr. 7
  - Klevesches Feldartillerie-Regiment Nr. 43
- 2. und 3. Kompanie/Pionier-Bataillon Nr. 7

### Kriegsgliederung vom 13. April 1918
- 79. Infanterie-Brigade
  - Infanterie-Regiment „Freiherr von Sparr“ (3. Westfälisches) Nr. 16
  - Infanterie-Regiment „Vogel von Falckenstein“ (7. Westfälisches) Nr. 56
  - Infanterie-Regiment „Herzog Ferdinand von Braunschweig“ (8. Westfälisches) Nr. 57
  - MG-Scharfschützen-Abteilung Nr. 23
  - 5. Eskadron/2. Hannoversches Dragoner-Regiment Nr. 16
- Artillerie-Kommandeur Nr. 14
  - Klevesches Feldartillerie-Regiment Nr. 43
  - II. Bataillon/Fußartillerie-Regiment Nr. 22
- Pionier-Bataillon Nr. 124
- Divisions-Nachrichten-Kommandeur Nr. 14

## Geschichte
Der Großverband wurde ursprünglich am 9. Oktober 1815 als Truppen-Brigade in Trier gebildet und am 5. September 1818 zur 14. Division formiert, die im Oktober 1820 nach Düsseldorf kam. Von 1818 bis 1919 stand das Kommando in Düsseldorf.

### Deutsch-Französischer Krieg
Die Division stand bereits am 6. August 1870 bei Spichern im Gefecht. Am Morgen des 14. August deuteten Erkundungen darauf hin, dass sich die französische Armee im Abmarsch auf Metz befände. Die 26. Infanterie-Brigade unter Generalmajor Goltz bildete in der folgenden Schlacht bei Colombey-Nouilly die Avantgarde des VII. Korps. Als sich dieser hinreichend orientiert fühlte, um die von den Franzosen beabsichtigte Rückwärtsbewegung zu stören, informierte er sowohl beide Divisionen des VII. Korps als auch das I. Korps, um sich deren Unterstützung im Falle feindlicher Übermacht sicher zu sein, und griff an.
Auf Anordnungen des Prinzen Friedrich Karl, Kommandeur der 2. Armee, vom Abend des 19. August verlegte das VII. Korps sein Hauptquartier nach Ars. General Zastrow teilte für die Einschließung von Metz der 14. Division die des rechten Moselufers zu.
Nach dem Sieg von Sedan und der Gefangennahme des Kaisers und der Mac Mahon'schen Armee war nach Ansicht des Prinzen kein weiterer Durchbruchsversuch nach Norden zu erwarten. Er verlegte den im Westen gelegenen Schwerpunkt nach Süden.
Während die 13. Division in Metz verblieb, zog die 14. zur Belagerung der Festung Diedenhofen. Nach deren Einschluss der Festung, ergab sich diese am 24. November. Die Division folgte nun dem Belagerungskorps.

### Erster Weltkrieg

#### Gefechtskalender

##### 1914
- 09. bis 16. August – Eroberung von Lüttich
- 21. August – Gefecht bei Obaix
- 21. August – Gefecht bei Pont-à-Celles
- 22. August – Gefecht bei L’Allue-Piéton
- 23. bis 24. August – Schlacht bei Namur
- 25. August – Verfolgungskämpfe bei Solre-le-Château
- 27. August – Gefecht bei Catillon
- 29. bis 30. August – Schlacht bei Schlacht bei St. Quentin
- 06. bis 9. September – Schlacht am Petit Morin
- 12. September bis 4. Oktober – Kämpfe bei Reims
- 05. bis 13. Oktober – Schlacht bei Arras
- 13. Oktober bis 13. Dezember – Stellungskämpfe in Flandern und Artois
  - 12. Oktober bis 2. November – Schlacht bei La Bassée (Neuve-Chapelle)
- 14. bis 24. Dezember – Dezemberschlacht in Französisch-Flandern
- ab 25. Dezember – Stellungskämpfe in Flandern und Artois

##### 1915
- bis 8. Mai – Stellungskämpfe in Flandern und Artois
- 09. Mai bis 23. Juli – Schlacht bei La-Bassée und Arras
- 24. Juli bis 24. September – Stellungskämpfe in Flandern und Artois
- 25. September bis 13. Oktober – Herbstschlacht bei La Bassée und Arras
- ab 14. Oktober – Stellungskämpfe in Flandern und Artois

##### 1916
- bis 27. März – Stellungskämpfe in Flandern und Artois
- 27. März bis 4. Juni – Reserve der OHL bei Tournai
- 05. Juni bis 8. September – Schlacht um Verdun
  - 5. bis 25. August – Kämpfe um Zwischenwerk Thiaumont und auf Kalter Erde
- ab 9. September – Stellungskämpfe vor Verdun
  - 15. bis 16. Dezember – Kämpfe um Louvemont und Bezonvaux
  - 28. Dezember – Kämpfe auf dem Toten Mann

##### 1917
- bis 24. April – Stellungskämpfe vor Verdun
- 27. April bis 27. Mai – Doppelschlacht Aisne-Champagne
- 28. Mai bis 23. Oktober – Stellungskämpfe am Chemin des Dames
- 24. Oktober bis 2. November – Nachhutkämpfe an und südlich der Ailette
- ab 5. November – Stellungskämpfe vor Verdun

##### 1918
- bis 29. Januar – Stellungskämpfe vor Verdun
- 10. Januar bis 25. März – Reserve der OHL bei Moncel
- 25. März bis 6. April – Große Schlacht in Frankreich
- 06. April bis 27. Mai – Kämpfe an der Ancre, Somme und Avre
- 27. Mai bis 13. Juni – Schlacht bei Soissons und Reims
  - 28. Mai bis 1. Juni – Verfolgungskämpfe bis zur Marne
  - 30. Mai bis 13. Juni – Angriffskämpfe westlich und südwestlich von Soissons
- 14. Juni bis 4. Juli – Stellungskämpfe zwischen Oise, Aisne und Marne
- 05. bis 17. Juli – Stellungskämpfe westlich Soissons
- 18. bis 25. Juli – Abwehrschlacht zwischen Soissons und Reims
- 26. Juli bis 3. August – Bewegliche Abwehrschlacht zwischen Marne und Vesle
- 04. bis 16. August – Stellungskämpfe zwischen Oise und Aisne
- 17. bis 30. August – Abwehrschlacht zwischen Oise und Aisne
- 30. August bis 13. September – Reserve der OHL
- 13. bis 25. September – Stellungskämpfe bei Reims
- 26. September bis 17. Oktober – Abwehrschlacht in der Champagne und an der Maas
- 18. bis 20. Oktober – Kämpfe in der Hundingstellung
- 20. Oktober bis 4. November – Kämpfe vor und in der Hermannstellung
  - 20. bis 26. Oktober – Kämpfe zwischen Oise und Serre
- 05. bis 11. November – Rückzugskämpfe vor der Antwerpen-Maas-Stellung
- ab 12. November – Räumung des besetzten Gebietes und Marsch in die Heimat

## Kommandeure
| Dienstgrad                   | Name                                    | Datum                                                            |
| ---------------------------- | --------------------------------------- | ---------------------------------------------------------------- |
| Generalmajor                 | Karl Friedrich Franciscus von Steinmetz | 09. Oktober 1815 bis 2. November 1816                            |
| Generalmajor                 | Friedrich Wilhelm von Sjöholm           | 05. November 1816 bis 2. Dezember 1820                           |
| Generalleutnant              | Friedrich von Preußen                   | 02. Januar 1821 bis 29. März 1838                                |
| Generalmajor                 | Karl von der Groeben                    | 30. März 1838 bis 9. September 1840 (mit der Führung beauftragt) |
| Generalmajor/Generalleutnant | Karl von der Groeben                    | 10. September 1840 bis 2. März 1848                              |
| Generalleutnant              | Otto von Drigalski                      | 07. März 1848 bis 31. Januar 1849                                |
| Generalleutnant              | Karl von Canitz und Dallwitz            | 01. Februar bis 1. Mai 1849                                      |
| Generalleutnant              | Karl Anton von Hohenzollern             | 15. April 1852 bis 5. November 1858                              |
| Generalmajor                 | Albrecht von Roon                       | 06. November 1858 bis 19. Januar 1860                            |
| Generalmajor/Generalleutnant | Friedrich von Monts                     | 20. Januar 1860 bis 17. Mai 1864                                 |
| Generalleutnant              | Hugo Eberhard zu Münster-Meinhövel      | 25. April 1864 bis 29. Oktober 1866                              |
| Generalleutnant              | Leonhard von Blumenthal                 | 30. Oktober 1866 bis Juli 1870                                   |
| Generalleutnant              | Georg von Kameke                        | 18. Juli 1870 bis 4. Januar 1871                                 |
| Generalleutnant              | Ernst Wilhelm Schuler von Senden        | 05. Januar 1871 bis 21. Oktober 1871                             |
| Generalleutnant              | Hugo von Obernitz                       | 03. Oktober 1871 bis 16. April 1879                              |
| Generalleutnant              | Karl von Witzendorff                    | 17. April 1879 bis 14. April 1882                                |
| Generalleutnant              | Hermann von Schenck                     | 15. April 1882 bis 16. Oktober 1883                              |
| Generalleutnant              | Wilhelm Dietrich von Gemmingen          | 17. Oktober 1883 bis 28. April 1886                              |
| Generalleutnant              | Heinrich XIII. Prinz Reuß               | 29. April 1886 bis 9. Juli 1888                                  |
| Generalmajor                 | Emil von Fischer                        | 10. Juli bis 3. August 1888 (mit der Führung beauftragt)         |
| Generalleutnant              | Emil von Fischer                        | 04. August 1888 bis 23. März 1890                                |
| Generalleutnant              | Max von der Planitz                     | 24. März 1890 bis 13. Oktober 1890                               |
| Generalleutnant              | Arno von Arndt                          | 14. Oktober 1890 bis 16. März 1894                               |
| Generalleutnant              | Richard von Funck                       | 17. März 1894 bis 26. Januar 1897                                |
| Generalleutnant              | Heinrich XVIII. Prinz Reuß              | 27. Januar 1897 bis 15. Februar 1899                             |
| Generalleutnant              | Friedrich von Kamptz                    | 16. Februar 1899 bis 6. Juli 1901                                |
| Generalleutnant              | Ernst von Voigt                         | 07. Juli 1901 bis 30. April 1904                                 |
| Generalmajor                 | Kurt von Sperling                       | 01. Mai bis 18. Oktober 1904 (mit der Führung beauftragt)        |
| Generalleutnant              | Kurt von Sperling                       | 19. Oktober 1904 bis 25. April 1907                              |
| Generalleutnant              | Paul Stephan                            | 26. April 1907 bis 23. April 1908                                |
| Generalleutnant              | Karl Gronen                             | 24. April 1908 bis 5. Oktober 1911                               |
| Generalleutnant              | Dedo von Schenck                        | 06. Oktober 1911 bis 30. September 1912                          |
| Generalleutnant              | Otto von Lauenstein                     | 01. Oktober 1912 bis 1. August 1914                              |
| Generalmajor/Generalleutnant | Paul Fleck                              | 01. August 1914 bis 1. Januar 1915                               |
| Generalleutnant              | Kurt von Ditfurth                       | 02. Januar bis 24. Mai 1915                                      |
| Generalmajor                 | Constantin von Altrock                  | 25. Mai bis 29. Dezember 1915                                    |
| Generalmajor                 | Fritz von Verden                        | 30. Dezember 1915 bis 16. September 1917                         |
| Generalleutnant              | Karl Kraewel                            | 17. September 1917 bis 8. Juli 1918                              |
| Generalmajor                 | Georg Pohlmann                          | 09. Juli 1918 bis 21. Januar 1919                                |